# Bagge af Berga
Bagge af Berga, var en svensk adelsätt som utslocknade 1969 på svärdssidan och 1963 på spinnsidan. Bagge af Berga har samma ursprung som Bagge af Söderby. Bägge dessa ätter är utgrenade ur Abjörnssönernas ätt på svärdssidan.

## Medlemmar av ätten
- Bengt Bagge (död 1577)
- Bengt Bagge (1594–1660)
- Halsten Bagge
- Peder Bagge